# Divizia Națională de Fotbal a României 1932-1933
Sezonul 1932-1933 al Diviziei Naționale a fost cea de-a 21-a ediție a Campionatului de Fotbal al României, și prima desfășurată în sistem divizionar. A început pe 11 septembrie 1932 și s-a terminat pe 16 iulie 1933. Ripensia Timișoara a devenit campioană pentru prima oară în istoria sa.
Au fost formate două serii de câte șapte echipe, disputându-se 12 etape. Câștigătoarele celor două serii s-au întâlnit în finala campionatului în sistemul tur-retur.

## Clasamente

### Seria I
| Loc | Echipă            | Pct. | MJ | V  | E | Î | GM | GP | GA    | Calificare sau retrogradare  |
| --- | ----------------- | ---- | -- | -- | - | - | -- | -- | ----- | ---------------------------- |
| 1.  | Ripensia (C)      | 20   | 12 | 10 | 0 | 2 | 49 | 10 | 4,900 | Avansează în finală          |
| 2.  | CFR București     | 17   | 12 | 8  | 1 | 3 | 34 | 15 | 2,267 |                              |
| 3.  | Crișana Oradea    | 15   | 12 | 7  | 1 | 4 | 22 | 22 | 1,000 |                              |
| 4.  | Gloria CFR Arad   | 13   | 12 | 6  | 1 | 5 | 21 | 20 | 1,050 |                              |
| 5.  | Tricolor Ploiești | 9    | 12 | 3  | 3 | 6 | 12 | 27 | 0,444 |                              |
| 6.  | România Cluj (O)  | 6    | 12 | 2  | 2 | 8 | 11 | 25 | 0,440 | Baraj de promovare/menținere |
| 7.  | Șoimii Sibiu (O)  | 4    | 12 | 1  | 2 | 9 | 7  | 37 | 0,189 | Baraj de promovare/menținere |

#### Rezultate
| Oaspeți ► Gazde ▼                          | CFR | CRI | GLA | RIP | ROM | TRI  | SOI |
| ------------------------------------------ | --- | --- | --- | --- | --- | ---- | --- |
| CFR București                              | —   | 4–0 | 3–1 | 3–2 | 2–1 | 2–0  | 0–1 |
| Crișana Oradea                             | 1–1 | —   | 2–1 | 0–1 | 3–0 | 4–1  | 5–1 |
| Gloria CFR Arad                            | 3–2 | 0–2 | —   | 4–3 | 4–0 | 1–1  | 3–2 |
| Ripensia Timișoara                         | 2–1 | 9–1 | 4–1 | —   | 3–0 | 11–0 | 6–0 |
| România Cluj                               | 3–4 | 0–1 | 1–2 | 0–4 | —   | 2–0  | 3–1 |
| Tricolor Ploiești                          | 0–3 | 4–1 | 3–0 | 0–1 | 1–1 | —    | 4–0 |
| Șoimii Sibiu                               | 1–9 | 0–2 | 0–1 | 0–3 | 0–0 | 1–1  | —   |
| Câștigă gazdele; Remiză; Câștigă oaspeții. |     |     |     |     |     |      |     |

### Seria a II-a
| Loc | Echipă                 | Pct. | MJ | V | E | Î  | GM | GP | GA    | Calificare sau retrogradare  |
| --- | ---------------------- | ---- | -- | - | - | -- | -- | -- | ----- | ---------------------------- |
| 1.  | Universitatea Cluj (A) | 18   | 12 | 8 | 2 | 2  | 24 | 15 | 1,600 | Avansează în finală          |
| 2.  | CA Oradea              | 17   | 12 | 8 | 1 | 3  | 30 | 17 | 1,765 |                              |
| 3.  | Unirea Tricolor        | 16   | 12 | 7 | 2 | 3  | 31 | 21 | 1,476 |                              |
| 4.  | Venus București        | 16   | 12 | 6 | 4 | 2  | 34 | 17 | 2,000 |                              |
| 5.  | AMEFA Arad             | 8    | 12 | 4 | 0 | 8  | 17 | 35 | 0,486 |                              |
| 6.  | CAM Timișoara (R)      | 8    | 12 | 3 | 2 | 7  | 17 | 27 | 0,630 | Baraj de promovare/menținere |
| 7.  | Brașovia Brașov (O)    | 1    | 12 | 0 | 1 | 11 | 10 | 31 | 0,323 | Baraj de promovare/menținere |

#### Rezultate
| Oaspeți ► Gazde ▼                          | AME | BRA | CAO | RGM | UTB | UCJ | VEN |
| ------------------------------------------ | --- | --- | --- | --- | --- | --- | --- |
| AMEF Arad                                  | —   | 2–0 | 3–2 | 3–2 | 0–4 | 1–3 | 3–6 |
| Brașovia Brașov                            | 0–2 | —   | 2–4 | 1–2 | 0–2 | 0–3 | 1–1 |
| CA Oradea                                  | 2–0 | 3–0 | —   | 5–0 | 7–3 | 1–0 | 0–0 |
| RGM Timișoara                              | 4–1 | 3–2 | 2–4 | —   | 0–0 | 1–2 | 2–2 |
| Unirea Tricolor București                  | 4–1 | 3–1 | 1–0 | 4–1 | —   | 2–2 | 3–1 |
| Universitatea Cluj                         | 2–0 | 3–2 | 0–2 | 1–0 | 4–3 | —   | 1–0 |
| Venus București                            | 6–1 | 3–1 | 6–0 | 2–0 | 4–2 | 3–3 | —   |
| Câștigă gazdele; Remiză; Câștigă oaspeții. |     |     |     |     |     |     |     |

## Finala
Tur
| 9 iulie 1933 | Ripensia                                  | 5 – 3 | Universitatea Cluj               | Timișoara Spectatori: 2.500 Arbitru: Costel Rădulescu (București) |
| 9 iulie 1933 | Ciolac 16' Bindea 22' Dobay 34', 49', 85' |       | Ștefănescu 5' Sepi 25' Sârbu 77' | Timișoara Spectatori: 2.500 Arbitru: Costel Rădulescu (București) |

Retur
| 16 iulie 1933 | Universitatea Cluj | 0 – 0 | Ripensia | Cluj Napoca Spectatori: 1.600 Arbitru: Teofil Morariu (Oradea) |
| 16 iulie 1933 |                    |       |          | Cluj Napoca Spectatori: 1.600 Arbitru: Teofil Morariu (Oradea) |

| Câștigătorii Diviziei Naționale ediția 1932/1933 |
| ------------------------------------------------ |
| Ripensia Timișoara Primul Titlu                  |

## Barajul de promovare/menținere

### Etapa I - duelul locurilor 6
| Echipa 1      | Scor gen. | Echipa 2     | Tur   | Retur |
| ------------- | --------- | ------------ | ----- | ----- |
| CAM Timișoara | 2 – 4     | România Cluj | 1 – 2 | 1 – 2 |

### Etapa a II-a - dueluri promovare/retrogradare
| Echipa 1        | Scor gen.     | Echipa 2             | Tur   | Retur |
| --------------- | ------------- | -------------------- | ----- | ----- |
| CAM Timișoara   | 4 – 6         | Juventus București   | 4 – 5 | 0 – 1 |
| Șoimii Sibiu    | 3 – 3 (1 – 0) | Tricolor Baia Mare   | 1 – 1 | 2 – 2 |
| Brașovia Brașov | 4 – 2         | Dragoș Vodă Cernăuți | 3 – 1 | 1 – 1 |